# Șanțul bicipital lateral
Șanțul bicipital lateral (Sulcus bicipitalis lateralis sau Sulcus radialis) este un șanț de-a lungul părții laterale a brațului și fosei cubitale delimitat medial de mușchiul rotund pronator și lateral de tendonul mușchiului biceps brahial.

## Limitele
Este situat anteroextern pe braț și fosa cubitală și este delimitat:
- lateral de mușchiul brahioradial
- medial de tendonul mușchiului biceps brahial
- profund: în partea superioară de mușchiul brahial și în partea inferioară de mușchiul supinator.

## Conținutul
În șanțul bicipital lateral se găsesc: 
- profund: nervul radial (Nervus radialis), care aici se divide în ramurile sale terminale: ramura superficială (Ramus superficialis nervi radialis) și ramura profundă (Ramus profundus nervi radialis), artera colaterală radială (Arteria collateralis radialis) și artera recurentă radială (Arteria recurrens radialis) și anastomoza dintre ele,
- superficial vena cefalică (Vena cephalica) și nervul cutanat antebrahial lateral (Nervus cutaneus antebrachii lateralis).